# 홍태선
홍태선(洪太善, 1954년 7월 20일~2023년 9월 10일)은 대한민국의 전 바둑 기사이다. 별명은 홍타이슨이며, 바둑 명해설가로 활동했다.
1975년에 입단하여 1977년 제2기 한국기원 선수권전에서 준우승을 했다. 1979년부터 1982년까지 최고위전 본선에 진출했고, 1981년 왕위전과 1982년 제왕전의 본선에 각각 올랐다. 1982년 기도문화상 신예기사상을 수상했다. 1988년 7단으로 승단했고 명인전 본선에 진출했다.  1991년 최고위전 본선과 1996년 8회 TV 바둑 아시아 선수권대회 초청해설과 MBC 바둑초대석 고정 진행자로 활약했고, 1997년 제2회 삼성화재배 세계 바둑오픈 32강에 진출했지만 고바야시 사토루에게 패해 탈락했다.  그 뒤 3회~8회까지 해설자로 활약했다. 
1999년말 8단으로 승단했고 2001년부터 2003년 초까지 한국기원 사무총장을 지냈다. 2001년 아버지의 부친 별세로 부친상을 당했으며, 2004년 프로 바둑기사직에서 은퇴했다.